# Ranunculus laxicaulis
Ranunculus laxicaulis là một loài thực vật có hoa trong họ Mao lương. Loài này được Darby miêu tả khoa học đầu tiên năm 1841.